# Гандбол на літніх Олімпійських іграх 2016 (кваліфікація, чоловіки)
Кваліфікаційні змагання на чоловічий турнір з гандболу на літніх Олімпійських іграх 2016 проходили від січня 2015 до квітня 2016 року. Кваліфікувалося 12 команд, господарі, чемпіони світу, чотири команди чемпіонів континентів і 6 команд зі Світових олімпійських кваліфікаційних турнірів.

## Підсумки кваліфікації
| Спосіб кваліфікації                     | Строки                   | Господар   | Місць | Кваліфікувались |
| --------------------------------------- | ------------------------ | ---------- | ----- | --------------- |
| Команда господар                        | 2 жовтня 2009            | Копенгаген | 1     | Бразилія        |
| Чемпіонат світу 2015                    | 15 січня – 1 лютого 2015 | Катар      | 1     | Франція         |
| Панамериканські ігри 2015               | 16–25 липня 2015         | Торонто    | 1     | Аргентина       |
| Азійський кваліфікаційний турнір 2015   | 14–27 листопада 2015     | Доха       | 1     | Катар           |
| Чемпіонат Європи 2016                   | 15–31 січня 2016         | Польща     | 1     | Німеччина       |
| Чемпіонат Африки 2016                   | 21–30 січня 2016         | Каїр       | 1     | Єгипет          |
| Олімпійські кваліфікаційні турніри 2016 | 8–10 квітня 2016         | Гданськ    | 2     | Польща          |
| Олімпійські кваліфікаційні турніри 2016 | 8–10 квітня 2016         | Гданськ    | 2     | Туніс           |
| Олімпійські кваліфікаційні турніри 2016 | 8–10 квітня 2016         | Мальме     | 2     | Словенія        |
| Олімпійські кваліфікаційні турніри 2016 | 8–10 квітня 2016         | Мальме     | 2     | Швеція          |
| Олімпійські кваліфікаційні турніри 2016 | 8–10 квітня 2016         | Гернінг    | 2     | Данія           |
| Олімпійські кваліфікаційні турніри 2016 | 8–10 квітня 2016         | Гернінг    | 2     | Хорватія        |
| Загалом                                 | Загалом                  | Загалом    | 12    |                 |

## Пояснення до кваліфікаційних таблиць
| Легенда способу кваліфікації                                                              |
| ----------------------------------------------------------------------------------------- |
| Команда кваліфікувалась безпосередньо з Чемпіонату світу на Олімпіаду 2016                |
| Команда кваліфікувалась безпосередньо з континентальних турнірів на Олімпіаду 2016        |
| Команда кваліфікувалась з Чемпіонату світу на Олімпійський кваліфікаційний турнір         |
| Команда кваліфікувалась з континентальних турнірів на Олімпійський кваліфікаційний турнір |

## Країна-господарка
- Бразилія

## Чемпіонат світу
| Місце | Команда              |
| ----- | -------------------- |
| 1     | Франція              |
| 2     | Катар                |
| 3     | Польща               |
| 4     | Іспанія              |
| 5     | Данія                |
| 6     | Хорватія             |
| 7     | Німеччина            |
| 8     | Словенія             |
| 9     | Північна Македонія   |
| 10    | Швеція               |
| 11    | Ісландія             |
| 12    | Аргентина            |
| 13    | Австрія              |
| 14    | Єгипет               |
| 15    | Туніс                |
| 16    | Бразилія             |
| 17    | Чехія                |
| 18    | Білорусь             |
| 19    | Росія                |
| 20    | Боснія і Герцеговина |
| 21    | Іран                 |
| 22    | Саудівська Аравія    |
| 23    | Чилі                 |
| 24    | Алжир                |

## Континентальна кваліфікація

### Європа
| Місце | Команда            |
| ----- | ------------------ |
| 1     | Німеччина          |
| 2     | Іспанія            |
| 3     | Хорватія           |
| 4     | Норвегія           |
| 5     | Франція            |
| 6     | Данія              |
| 7     | Польща             |
| 8     | Швеція             |
| 9     | Росія              |
| 10    | Білорусь           |
| 11    | Північна Македонія |
| 12    | Угорщина           |
| 13    | Ісландія           |
| 14    | Словенія           |
| 15    | Сербія             |
| 16    | Чорногорія         |

### Азія
Турнір проходив з 14 по 27 листопада 2015 в Досі (Катар).
Час місцевий (UTC+3).

#### Попередній раунд

##### Група A
| Місце | Команда        | В | Н | П | ГЗ  | ДП  | +/- | Очки | Кваліфікувались   |
| ----- | -------------- | - | - | - | --- | --- | --- | ---- | ----------------- |
| 1     | Бахрейн        | 4 | 0 | 0 | 142 | 81  | +61 | 8    | Вийшла у півфінал |
| 2     | Південна Корея | 3 | 0 | 1 | 124 | 90  | +34 | 6    | Вийшла у півфінал |
| 3     | Ірак           | 2 | 0 | 2 | 103 | 106 | -2  | 4    |                   |
| 4     | КНР            | 1 | 0 | 3 | 101 | 135 | -34 | 2    |                   |
| 5     | Австралія      | 0 | 0 | 4 | 70  | 129 | -59 | 0    |                   |

Джерело [Архівовано 24 листопада 2015 у Wayback Machine.]
| 15 листопада 2015 17:00 | Ірак   | 20–26 | Південна Корея | Гандбольна спортивна зала Духайл (Доха) |
| 15 листопада 2015 17:00 | (8–11) |       |                | Гандбольна спортивна зала Духайл (Доха) |
| 15 листопада 2015 17:00 |        |       |                | Гандбольна спортивна зала Духайл (Доха) |

| 15 листопада 2015 19:00 | КНР    | 29–24 | Австралія | Гандбольна спортивна зала Духайл (Доха) |
| 15 листопада 2015 19:00 | (17–8) |       |           | Гандбольна спортивна зала Духайл (Доха) |
| 15 листопада 2015 19:00 |        |       |           | Гандбольна спортивна зала Духайл (Доха) |

| 17 листопада 2015 17:00 | КНР     | 24–43 | Бахрейн | Гандбольна спортивна зала Духайл (Доха) |
| 17 листопада 2015 17:00 | (11–20) |       |         | Гандбольна спортивна зала Духайл (Доха) |
| 17 листопада 2015 17:00 |         |       |         | Гандбольна спортивна зала Духайл (Доха) |

| 17 листопада 2015 19:00 | Ірак   | 32–19 | Австралія | Гандбольна спортивна зала Духайл (Доха) |
| 17 листопада 2015 19:00 | (17–7) |       |           | Гандбольна спортивна зала Духайл (Доха) |
| 17 листопада 2015 19:00 |        |       |           | Гандбольна спортивна зала Духайл (Доха) |

| 19 листопада 2015 17:00 | Бахрейн | 35–16 | Ірак | Гандбольна спортивна зала Духайл (Доха) |
| 19 листопада 2015 17:00 | (18–5)  |       |      | Гандбольна спортивна зала Духайл (Доха) |
| 19 листопада 2015 17:00 |         |       |      | Гандбольна спортивна зала Духайл (Доха) |

| 19 листопада 2015 19:00 | Австралія | 16–35 | Південна Корея | Гандбольна спортивна зала Духайл (Доха) |
| 19 листопада 2015 19:00 | (7–18)    |       |                | Гандбольна спортивна зала Духайл (Доха) |
| 19 листопада 2015 19:00 |           |       |                | Гандбольна спортивна зала Духайл (Доха) |

| 21 листопада 2015 17:00 | Південна Корея | 33–23 | КНР | Гандбольна спортивна зала Духайл (Доха) |
| 21 листопада 2015 17:00 | (17–8)         |       |     | Гандбольна спортивна зала Духайл (Доха) |
| 21 листопада 2015 17:00 |                |       |     | Гандбольна спортивна зала Духайл (Доха) |

| 21 листопада 2015 19:00 | Бахрейн | 33–11 | Австралія | Гандбольна спортивна зала Духайл (Доха) |
| 21 листопада 2015 19:00 | (21–3)  |       |           | Гандбольна спортивна зала Духайл (Доха) |
| 21 листопада 2015 19:00 |         |       |           | Гандбольна спортивна зала Духайл (Доха) |

| 23 листопада 2015 17:00 | Ірак    | 35–25 | КНР | Гандбольна спортивна зала Духайл (Доха) |
| 23 листопада 2015 17:00 | (17–13) |       |     | Гандбольна спортивна зала Духайл (Доха) |
| 23 листопада 2015 17:00 |         |       |     | Гандбольна спортивна зала Духайл (Доха) |

| 23 листопада 2015 19:00 | Бахрейн | 31–30 | Південна Корея | Гандбольна спортивна зала Духайл (Доха) |
| 23 листопада 2015 19:00 | (12–19) |       |                | Гандбольна спортивна зала Духайл (Доха) |
| 23 листопада 2015 19:00 |         |       |                | Гандбольна спортивна зала Духайл (Доха) |

##### Група B
| Місце | Команда           | В | Н | П | ГЗ  | ДП  | +/- | Очки | Кваліфікувались   |
| ----- | ----------------- | - | - | - | --- | --- | --- | ---- | ----------------- |
| 1     | Катар             | 5 | 0 | 0 | 177 | 88  | +89 | 10   | Вийшла у півфінал |
| 2     | Іран              | 4 | 0 | 1 | 150 | 132 | +18 | 8    | Вийшла у півфінал |
| 3     | Японія            | 3 | 0 | 2 | 150 | 128 | +22 | 6    |                   |
| 4     | Саудівська Аравія | 2 | 0 | 3 | 126 | 135 | -9  | 4    |                   |
| 5     | Оман              | 1 | 0 | 4 | 140 | 167 | -27 | 2    |                   |
| 5     | Узбекистан        | 0 | 0 | 5 | 101 | 194 | -93 | 0    |                   |

Джерело [Архівовано 24 листопада 2015 у Wayback Machine.]
| 14 листопада 2015 15:00 | Японія  | 27–19 | Саудівська Аравія | Гандбольна спортивна зала Духайл (Доха) |
| 14 листопада 2015 15:00 | (16–13) |       |                   | Гандбольна спортивна зала Духайл (Доха) |
| 14 листопада 2015 15:00 |         |       |                   | Гандбольна спортивна зала Духайл (Доха) |

| 14 листопада 2015 17:00 | Оман    | 31–39 | Іран | Гандбольна спортивна зала Духайл (Доха) |
| 14 листопада 2015 17:00 | (14–18) |       |      | Гандбольна спортивна зала Духайл (Доха) |
| 14 листопада 2015 17:00 |         |       |      | Гандбольна спортивна зала Духайл (Доха) |

| 14 листопада 2015 19:00 | Узбекистан | 9–49 | Катар | Гандбольна спортивна зала Духайл (Доха) |
| 14 листопада 2015 19:00 | (4–24)     |      |       | Гандбольна спортивна зала Духайл (Доха) |
| 14 листопада 2015 19:00 |            |      |       | Гандбольна спортивна зала Духайл (Доха) |

| 16 листопада 2015 15:00 | Саудівська Аравія | 29–23 | Оман | Гандбольна спортивна зала Духайл (Доха) |
| 16 листопада 2015 15:00 | (17–12)           |       |      | Гандбольна спортивна зала Духайл (Доха) |
| 16 листопада 2015 15:00 |                   |       |      | Гандбольна спортивна зала Духайл (Доха) |

| 16 листопада 2015 17:00 | Узбекистан | 18–33 | Іран | Гандбольна спортивна зала Духайл (Доха) |
| 16 листопада 2015 17:00 | (8–17)     |       |      | Гандбольна спортивна зала Духайл (Доха) |
| 16 листопада 2015 17:00 |            |       |      | Гандбольна спортивна зала Духайл (Доха) |

| 16 листопада 2015 19:00 | Японія | 19–36 | Катар | Гандбольна спортивна зала Духайл (Доха) |
| 16 листопада 2015 19:00 | (9–16) |       |       | Гандбольна спортивна зала Духайл (Доха) |
| 16 листопада 2015 19:00 |        |       |       | Гандбольна спортивна зала Духайл (Доха) |

| 18 листопада 2015 15:00 | Іран    | 31–27 | Японія | Гандбольна спортивна зала Духайл (Доха) |
| 18 листопада 2015 15:00 | (14–15) |       |        | Гандбольна спортивна зала Духайл (Доха) |
| 18 листопада 2015 15:00 |         |       |        | Гандбольна спортивна зала Духайл (Доха) |

| 18 листопада 2015 17:00 | Катар   | 29–23 | Саудівська Аравія | Гандбольна спортивна зала Духайл (Доха) |
| 18 листопада 2015 17:00 | (16–15) |       |                   | Гандбольна спортивна зала Духайл (Доха) |
| 18 листопада 2015 17:00 |         |       |                   | Гандбольна спортивна зала Духайл (Доха) |

| 18 листопада 2015 19:00 | Оман    | 39–33 | Узбекистан | Гандбольна спортивна зала Духайл (Доха) |
| 18 листопада 2015 19:00 | (22–14) |       |            | Гандбольна спортивна зала Духайл (Доха) |
| 18 листопада 2015 19:00 |         |       |            | Гандбольна спортивна зала Духайл (Доха) |

| 20 листопада 2015 15:00 | Оман    | 27–35 | Японія | Гандбольна спортивна зала Духайл (Доха) |
| 20 листопада 2015 15:00 | (15–18) |       |        | Гандбольна спортивна зала Духайл (Доха) |
| 20 листопада 2015 15:00 |         |       |        | Гандбольна спортивна зала Духайл (Доха) |

| 20 листопада 2015 17:00 | Саудівська Аравія | 31–26 | Узбекистан | Гандбольна спортивна зала Духайл (Доха) |
| 20 листопада 2015 17:00 | (19–13)           |       |            | Гандбольна спортивна зала Духайл (Доха) |
| 20 листопада 2015 17:00 |                   |       |            | Гандбольна спортивна зала Духайл (Доха) |

| 20 листопада 2015 19:00 | Іран   | 17–32 | Катар | Гандбольна спортивна зала Духайл (Доха) |
| 20 листопада 2015 19:00 | (8–16) |       |       | Гандбольна спортивна зала Духайл (Доха) |
| 20 листопада 2015 19:00 |        |       |       | Гандбольна спортивна зала Духайл (Доха) |

| 22 листопада 2015 15:00 | Катар  | 31–20 | Оман | Гандбольна спортивна зала Духайл (Доха) |
| 22 листопада 2015 15:00 | (14–8) |       |      | Гандбольна спортивна зала Духайл (Доха) |
| 22 листопада 2015 15:00 |        |       |      | Гандбольна спортивна зала Духайл (Доха) |

| 22 листопада 2015 17:00 | Японія | 42–15 | Узбекистан | Гандбольна спортивна зала Духайл (Доха) |
| 22 листопада 2015 17:00 | (19–9) |       |            | Гандбольна спортивна зала Духайл (Доха) |
| 22 листопада 2015 17:00 |        |       |            | Гандбольна спортивна зала Духайл (Доха) |

| 22 листопада 2015 19:00 | Іран    | 30–24 | Саудівська Аравія | Гандбольна спортивна зала Духайл (Доха) |
| 22 листопада 2015 19:00 | (14–11) |       |                   | Гандбольна спортивна зала Духайл (Доха) |
| 22 листопада 2015 19:00 |         |       |                   | Гандбольна спортивна зала Духайл (Доха) |

#### Стадія плей-оф
|  | Півфінали      | Півфінали    |    |              | 1-ше місце     | 1-ше місце |  |
|  |                |              |    |              |                |            |  |
|  | 25 листопада   |              |    |              |                |            |  |
|  | Бахрейн        | 30           |    |              |                |            |  |
|  | Іран           | 35           |    |              |                |            |  |
|  |                |              |    |              |                |            |  |
|  |                |              |    |              | 27 листопада   |            |  |
|  |                |              |    |              | Іран           | 19         |  |
|  |                | Катар        | 28 |              |                |            |  |
|  |                |              |    |              |                |            |  |
|  |                |              |    |              |                |            |  |
|  |                |              |    |              | 3-тє місце     |            |  |
|  | 25 листопада   | 25 листопада |    | 27 листопада | 27 листопада   |            |  |
|  | Катар          | 30           |    | Бахрейн      | 34             |            |  |
|  | Південна Корея | 26           |    |              | Південна Корея | 21         |  |

боротьба за п'яте місце
|  | Півфінали         | Півфінали    |    |              | 5-те місце        | 5-те місце |  |
|  |                   |              |    |              |                   |            |  |
|  | 25 листопада      |              |    |              |                   |            |  |
|  | Ірак              | 31           |    |              |                   |            |  |
|  | Саудівська Аравія | 33           |    |              |                   |            |  |
|  |                   |              |    |              |                   |            |  |
|  |                   |              |    |              | 26 листопада      |            |  |
|  |                   |              |    |              | Саудівська Аравія | 27         |  |
|  |                   | Японія       | 38 |              |                   |            |  |
|  |                   |              |    |              |                   |            |  |
|  |                   |              |    |              |                   |            |  |
|  |                   |              |    |              | 7-ме місце        |            |  |
|  | 25 листопада      | 25 листопада |    | 26 листопада | 26 листопада      |            |  |
|  | Японія            | 40           |    | Ірак         | 38                |            |  |
|  | КНР               | 24           |    |              | КНР               | 27         |  |

##### Півфінал за 9-11-те місце
| 25 листопада 2015 10:00 | Австралія | 30–25 | Узбекистан | Гандбольна спортивна зала Духайл (Доха) |
| 25 листопада 2015 10:00 | (17–14)   |       |            | Гандбольна спортивна зала Духайл (Доха) |
| 25 листопада 2015 10:00 |           |       |            | Гандбольна спортивна зала Духайл (Доха) |

##### Півфінали за 5–8-ме місце
| 25 листопада 2015 12:00 | Ірак    | 31–33 | Саудівська Аравія | Гандбольна спортивна зала Духайл (Доха) |
| 25 листопада 2015 12:00 | (17–19) |       |                   | Гандбольна спортивна зала Духайл (Доха) |
| 25 листопада 2015 12:00 |         |       |                   | Гандбольна спортивна зала Духайл (Доха) |

| 25 листопада 2015 14:00 | Японія  | 40–24 | КНР | Гандбольна спортивна зала Духайл (Доха) |
| 25 листопада 2015 14:00 | (17–10) |       |     | Гандбольна спортивна зала Духайл (Доха) |
| 25 листопада 2015 14:00 |         |       |     | Гандбольна спортивна зала Духайл (Доха) |

##### Півфінали за 1-4те місце
| 25 листопада 2015 16:00 | Бахрейн | 30–35 | Іран | Гандбольна спортивна зала Духайл (Доха) |
| 25 листопада 2015 16:00 | (12–16) |       |      | Гандбольна спортивна зала Духайл (Доха) |
| 25 листопада 2015 16:00 |         |       |      | Гандбольна спортивна зала Духайл (Доха) |

| 25 листопада 2015 18:00 | Катар  | 30–26 | Південна Корея | Гандбольна спортивна зала Духайл (Доха) |
| 25 листопада 2015 18:00 | (14–9) |       |                | Гандбольна спортивна зала Духайл (Доха) |
| 25 листопада 2015 18:00 |        |       |                | Гандбольна спортивна зала Духайл (Доха) |

##### Гра за 9-те місце
| 26 листопада 2015 14:00 | Австралія | 24–30 | Оман | Гандбольна спортивна зала Духайл (Доха) |
| 26 листопада 2015 14:00 | (11–11)   |       |      | Гандбольна спортивна зала Духайл (Доха) |
| 26 листопада 2015 14:00 |           |       |      | Гандбольна спортивна зала Духайл (Доха) |

##### Гра за 7-ме місце
| 26 листопада 2015 16:00 | Ірак    | 38–27 | КНР | Гандбольна спортивна зала Духайл (Доха) |
| 26 листопада 2015 16:00 | (15–11) |       |     | Гандбольна спортивна зала Духайл (Доха) |
| 26 листопада 2015 16:00 |         |       |     | Гандбольна спортивна зала Духайл (Доха) |

##### Гра за 5-те місце
| 26 листопада 2015 18:00 | Саудівська Аравія | 27–38 | Японія | Гандбольна спортивна зала Духайл (Доха) |
| 26 листопада 2015 18:00 | (17–14)           |       |        | Гандбольна спортивна зала Духайл (Доха) |
| 26 листопада 2015 18:00 |                   |       |        | Гандбольна спортивна зала Духайл (Доха) |

##### Гра за 3-тє місце
| 27 листопада 2015 16:00 | Бахрейн | 34–21 | Південна Корея | Гандбольна спортивна зала Духайл (Доха) |
| 27 листопада 2015 16:00 | (17–10) |       |                | Гандбольна спортивна зала Духайл (Доха) |
| 27 листопада 2015 16:00 |         |       |                | Гандбольна спортивна зала Духайл (Доха) |

##### Фінал
| 27 листопада 2015 18:00 | Іран    | 19–28 | Катар | Гандбольна спортивна зала Духайл (Доха) |
| 27 листопада 2015 18:00 | (11–15) |       |       | Гандбольна спортивна зала Духайл (Доха) |
| 27 листопада 2015 18:00 |         |       |       | Гандбольна спортивна зала Духайл (Доха) |

#### Підсумкова таблиця
| Місце | Команда           |
| ----- | ----------------- |
| 1     | Катар             |
| 2     | Іран              |
| 3     | Бахрейн           |
| 4     | Південна Корея    |
| 5     | Японія            |
| 6     | Саудівська Аравія |
| 7     | Ірак              |
| 8     | КНР               |
| 9     | Оман              |
| 10    | Австралія         |
| 11    | Узбекистан        |

### Америка
| Місце | Команда                  |
| ----- | ------------------------ |
| 1     | Бразилія                 |
| 2     | Аргентина                |
| 3     | Чилі                     |
| 4     | Уругвай                  |
| 5     | Пуерто-Рико              |
| 6     | Куба                     |
| 7     | Канада                   |
| 8     | Домініканська Республіка |

### Африка
| Місце | Команда          |
| ----- | ---------------- |
| 1     | Єгипет           |
| 2     | Туніс            |
| 3     | Ангола           |
| 4     | Алжир            |
| 5     | Камерун          |
| 6     | Марокко          |
| 7     | ДР Конго         |
| 8     | Республіка Конго |
| 9     | Лівія            |
| 10    | Нігерія          |
| 11    | Габон            |
| 12    | Кенія            |

## Олімпійські кваліфікаційні турніри
Олімпійські кваліфікаційні турніри проходили від 8 до 10 березня 2016 року. Лише 12 команд, які не кваліфікувалися через турніри, що вказані вище, могли брати участь у цих змаганнях:
- Перші шість команд з чемпіонату світу крім чемпіона і тих команд, які ще не кваліфікувалися через континентальні кваліфікаційні турніри.
- Команди зі своїх континентів з найвищим місцем на чемпіонаті світу визначають рейтинг континенту. Перший за рейтингом континент здобуває 2 місця на Олімпійських кваліфікаційних турнірах. 2-й, 3-й і 4-й за рейтингом континенти здобувають по одному місцю кожен. Останнє місце відійшло б команді з Океанії, якби вона посіла на чемпіонаті світу місце з 8-го по 12-те. Але оскільки жодна команда Океанії не відповідає цій умові, то другий за рейтингом континент дістав додаткове місце. Команди, які вже дістали місця в Олімпійських кваліфікаційних турнірах завдяки виступові на чемпіонаті світу, не розглядались як отримувачі місць через свої континентальні кваліфікації.
- 12 команд були розбиті на 3 групи, як вказано нижче. 2 перших місця з кожної групи потрапили на літні Олімпійські ігри 2016.[3][4]

| Олімпійський кваліфікаційний турнір 2016 №1 | Олімпійський кваліфікаційний турнір 2016 №2 | Олімпійський кваліфікаційний турнір 2016 №3 |
| --- | --- | --- |
| - 3-тя з Чемпіонату світу: Польща - 9-та з Чемпіонату світу: Північна Македонія - 3-тя з американської кваліфікації: Чилі - 2-га з африканської кваліфікації: Туніс | - 4-та з Чемпіонату світу: Іспанія - 8-ма з Чемпіонату світу: Словенія - 2-га з азійської кваліфікації: Іран - 8-ма з європейської кваліфікації: Швеція | - 5-та з Чемпіонату світу: Данія - 6-та з Чемпіонату світу: Хорватія - 4-та з європейської кваліфікації: Норвегія - 3-тя з азійської кваліфікації: Бахрейн |

### Олімпійський кваліфікаційний турнір 2016 №1
| Місце | Команда            | В | Н | П | ГЗ | ДП  | +/- | Очки |
| ----- | ------------------ | - | - | - | -- | --- | --- | ---- |
| 1     | Польща             | 3 | 0 | 0 | 88 | 71  | +17 | 6    |
| 2     | Туніс              | 2 | 0 | 1 | 91 | 83  | +8  | 4    |
| 3     | Північна Македонія | 1 | 0 | 2 | 76 | 84  | −8  | 2    |
| 4     | Чилі               | 0 | 0 | 3 | 83 | 100 | -17 | 0    |

Звіт [Архівовано 20 липня 2016 у Wayback Machine.]
Час місцевий (UTC+2).
| 8 квітня 2016 18:00 | Чилі       | 29–35   | Туніс      | Ерго Арена, Гданськ / Сопот Глядачів: 2,000 Судді: Колахдузан, Мусавян Іран |
| 8 квітня 2016 18:00 | Салінас 11 | (12–17) | Буганмі 11 | Ерго Арена, Гданськ / Сопот Глядачів: 2,000 Судді: Колахдузан, Мусавян Іран |
| 8 квітня 2016 18:00 | 6× 4× 1×   | Report  | 8× 2×      | Ерго Арена, Гданськ / Сопот Глядачів: 2,000 Судді: Колахдузан, Мусавян Іран |

| 8 квітня 2016 20:30 | Польща      | 25–20  | Північна Македонія | Ерго Арена, Гданськ / Сопот Глядачів: 10,000 Судді: Паллсон, Еліассон Ісландія |
| 8 квітня 2016 20:30 | Белецький 7 | (13–9) | Лазаров 8          | Ерго Арена, Гданськ / Сопот Глядачів: 10,000 Судді: Паллсон, Еліассон Ісландія |
| 8 квітня 2016 20:30 | 4× 3×       | Report | 5× 4×              | Ерго Арена, Гданськ / Сопот Глядачів: 10,000 Судді: Паллсон, Еліассон Ісландія |

| 9 квітня 2016 18:30 | Північна Македонія | 26–32   | Туніс     | Ерго Арена, Гданськ / Сопот Глядачів: 4,500 Судді: Хансен, Г'єдінг Данія |
| 9 квітня 2016 18:30 | Лазаров 8          | (10–17) | Буганмі 7 | Ерго Арена, Гданськ / Сопот Глядачів: 4,500 Судді: Хансен, Г'єдінг Данія |
| 9 квітня 2016 18:30 | 6× 3×              | Report  | 8× 2×     | Ерго Арена, Гданськ / Сопот Глядачів: 4,500 Судді: Хансен, Г'єдінг Данія |

| 9 квітня 2016 20:30 | Польща        | 35–27   | Чилі                    | Ерго Арена, Гданськ / Сопот Глядачів: 9,500 Судді: Паллсон, Еліассон Ісландія |
| 9 квітня 2016 20:30 | Дашек, Шиба 5 | (19–13) | Ерв. Фейхтман, Маурін 6 | Ерго Арена, Гданськ / Сопот Глядачів: 9,500 Судді: Паллсон, Еліассон Ісландія |
| 9 квітня 2016 20:30 | 7× 3×         | Report  | 9× 3×                   | Ерго Арена, Гданськ / Сопот Глядачів: 9,500 Судді: Паллсон, Еліассон Ісландія |

| 10 квітня 2016 18:00 | Північна Македонія | 30–27   | Чилі             | Ерго Арена, Гданськ / Сопот Глядачів: 2,500 Судді: Хансен, Г'єдінг Данія |
| 10 квітня 2016 18:00 | Костескі 6         | (17–14) | Ерв. Фейхтман 10 | Ерго Арена, Гданськ / Сопот Глядачів: 2,500 Судді: Хансен, Г'єдінг Данія |
| 10 квітня 2016 18:00 | 5× 3×              | Report  | 7× 3×            | Ерго Арена, Гданськ / Сопот Глядачів: 2,500 Судді: Хансен, Г'єдінг Данія |

| 10 квітня 2016 20:30 | Туніс    | 24–28   | Польща      | Ерго Арена, Гданськ / Сопот Глядачів: 6,500 Судді: Колахдузан, Мусавян Іран |
| 10 квітня 2016 20:30 | Баннур 5 | (13–15) | Белецький 7 | Ерго Арена, Гданськ / Сопот Глядачів: 6,500 Судді: Колахдузан, Мусавян Іран |
| 10 квітня 2016 20:30 | 5× 4×    | Report  | 6× 3×       | Ерго Арена, Гданськ / Сопот Глядачів: 6,500 Судді: Колахдузан, Мусавян Іран |

### Олімпійський кваліфікаційний турнір 2016 #2
| Поз | Команда    | І | В | Н | П | ГЗ | ГП  | РГ  | О | Кваліфікація                                |
| --- | ---------- | - | - | - | - | -- | --- | --- | - | ------------------------------------------- |
| 1   | Словенія   | 3 | 2 | 0 | 1 | 80 | 62  | +18 | 4 | Кваліфікація на літні Олімпійські ігри 2016 |
| 2   | Швеція (H) | 3 | 2 | 0 | 1 | 81 | 67  | +14 | 4 | Кваліфікація на літні Олімпійські ігри 2016 |
| 3   | Іспанія    | 3 | 2 | 0 | 1 | 83 | 70  | +13 | 4 |                                             |
| 4   | Іран       | 3 | 0 | 0 | 3 | 59 | 104 | −45 | 0 |                                             |

1. 1 2 3  Словенія 2 очки, різниця голів 47–45; Швеція 2 очки, різниця голів 47–48; Іспанія 2 очки, різниця голів 46–47

| Таблиця особистих зустрічей | Таблиця особистих зустрічей | Таблиця особистих зустрічей | Таблиця особистих зустрічей | Таблиця особистих зустрічей | Таблиця особистих зустрічей | Таблиця особистих зустрічей | Таблиця особистих зустрічей | Таблиця особистих зустрічей | Таблиця особистих зустрічей | Таблиця особистих зустрічей |
| Міс.                        | Збірна                      | Pld                         | В                           | Н                           | П                           | ГЗ                          | ГП                          | РГ                          | Очок                        | Кваліфікація                |
| --------------------------- | --------------------------- | --------------------------- | --------------------------- | --------------------------- | --------------------------- | --------------------------- | --------------------------- | --------------------------- | --------------------------- | --------------------------- |
| 1                           | Словенія                    | 2                           | 1                           | 0                           | 1                           | 47                          | 45                          | 2                           | 2                           | Кваліфікувалась             |
| 2                           | Швеція                      | 2                           | 1                           | 0                           | 1                           | 47                          | 48                          | -1                          | 2                           | Кваліфікувалась             |
| 3                           | Іспанія                     | 2                           | 1                           | 0                           | 1                           | 46                          | 47                          | -1                          | 2                           | Вибула                      |

Час місцевий (UTC+2).
| 8 квітня 2016 17:00 | Іспанія  | 21–24   | Словенія   | Мальме Арена, Мальме Глядачів: 2,264 Судді: Хорачек, Новотний Чехія |
| 8 квітня 2016 17:00 | Рівера 6 | (16–12) | Доленець 6 | Мальме Арена, Мальме Глядачів: 2,264 Судді: Хорачек, Новотний Чехія |
| 8 квітня 2016 17:00 | 4× 3×    | Report  | 7× 3×      | Мальме Арена, Мальме Глядачів: 2,264 Судді: Хорачек, Новотний Чехія |

| 8 квітня 2016 19:15 | Іран      | 19–34  | Швеція         | Мальме Арена, Мальме Глядачів: 4,328 Судді: Начевський Ніколов Північна Македонія |
| 8 квітня 2016 19:15 | Носраті 4 | (9–16) | троє гравців 6 | Мальме Арена, Мальме Глядачів: 4,328 Судді: Начевський Ніколов Північна Македонія |
| 8 квітня 2016 19:15 | 3×        | Report | 1× 3×          | Мальме Арена, Мальме Глядачів: 4,328 Судді: Начевський Ніколов Північна Македонія |

| 9 квітня 2016 16:15 | Іспанія   | 37–23   | Іран           | Мальме Арена, Мальме Глядачів: 4,288 Судді: Менезіс, Пінту Бразилія |
| 9 квітня 2016 16:15 | Угальде 9 | (18–12) | Норузінеджад 6 | Мальме Арена, Мальме Глядачів: 4,288 Судді: Менезіс, Пінту Бразилія |
| 9 квітня 2016 16:15 | 4×        | Report  | 3×             | Мальме Арена, Мальме Глядачів: 4,288 Судді: Менезіс, Пінту Бразилія |

| 9 квітня 2016 18:30 | Словенія    | 23–24  | Швеція                    | Мальме Арена, Мальме Глядачів: 8,653 Судді: Хорачек, Новотний Чехія |
| 9 квітня 2016 18:30 | Кавтичник 8 | (9–12) | Андерссон, Ґоттфрідссон 5 | Мальме Арена, Мальме Глядачів: 8,653 Судді: Хорачек, Новотний Чехія |
| 9 квітня 2016 18:30 | 5× 4×       | Report | 5× 4×                     | Мальме Арена, Мальме Глядачів: 8,653 Судді: Хорачек, Новотний Чехія |

| 10 квітня 2016 16:30 | Швеція     | 23–25   | Іспанія  | Мальме Арена, Мальме Глядачів: 8,253 Судді: Начевський, Ніколов Північна Македонія |
| 10 квітня 2016 16:30 | Нільссон 6 | (11–12) | Рівера 9 | Мальме Арена, Мальме Глядачів: 8,253 Судді: Начевський, Ніколов Північна Македонія |
| 10 квітня 2016 16:30 | 6× 3×      | Report  | 4×       | Мальме Арена, Мальме Глядачів: 8,253 Судді: Начевський, Ніколов Північна Македонія |

| 10 квітня 2016 18:45 | Словенія | 33–17  | Іран           | Мальме Арена, Мальме Глядачів: 655 Судді: Менезіс, Пінту Бразилія |
| 10 квітня 2016 18:45 | Маргуч 8 | (17–8) | Норузінеджад 4 | Мальме Арена, Мальме Глядачів: 655 Судді: Менезіс, Пінту Бразилія |
| 10 квітня 2016 18:45 | 3×       | Report | 2×             | Мальме Арена, Мальме Глядачів: 655 Судді: Менезіс, Пінту Бразилія |

### Олімпійський кваліфікаційний турнір 2016 #3
| Поз | Команда   | І | В | Н | П | ГЗ | ГП | РГ  | О | Кваліфікація                                |
| --- | --------- | - | - | - | - | -- | -- | --- | - | ------------------------------------------- |
| 1   | Данія (H) | 3 | 2 | 1 | 0 | 79 | 73 | +6  | 5 | Кваліфікація на літні Олімпійські ігри 2016 |
| 2   | Хорватія  | 3 | 2 | 0 | 1 | 84 | 71 | +13 | 4 | Кваліфікація на літні Олімпійські ігри 2016 |
| 3   | Норвегія  | 3 | 1 | 1 | 1 | 81 | 81 | 0   | 3 |                                             |
| 4   | Бахрейн   | 3 | 0 | 0 | 3 | 75 | 94 | −19 | 0 |                                             |

Час місцевий (UTC+2).
| 8 квітня 2016 18:00 | Норвегія    | 35–29   | Бахрейн         | Юске Банк Боксен, Гернінг Глядачів: 8,700 Судді: Рашед, Ель-Саєд Єгипет |
| 8 квітня 2016 18:00 | Б'єрнсен 10 | (16–15) | М. Аль-Макабі 6 | Юске Банк Боксен, Гернінг Глядачів: 8,700 Судді: Рашед, Ель-Саєд Єгипет |
| 8 квітня 2016 18:00 | 2× 3×       | Report  | 1× 3× 1×        | Юске Банк Боксен, Гернінг Глядачів: 8,700 Судді: Рашед, Ель-Саєд Єгипет |

| 8 квітня 2016 20:30 | Данія    | 28–24  | Хорватія | Юске Банк Боксен, Гернінг Глядачів: 12,000 Судді: Лопес, Рамірес Іспанія |
| 8 квітня 2016 20:30 | Хансен 8 | (11–9) | Штрлек 7 | Юске Банк Боксен, Гернінг Глядачів: 12,000 Судді: Лопес, Рамірес Іспанія |
| 8 квітня 2016 20:30 | 3×       | Report | 3× 4×    | Юске Банк Боксен, Гернінг Глядачів: 12,000 Судді: Лопес, Рамірес Іспанія |

| 9 квітня 2016 18:00 | Хорватія | 33–22   | Бахрейн      | Юске Банк Боксен, Гернінг Глядачів: 4,000 Судді: Рашед, Ель-Саєд Єгипет |
| 9 квітня 2016 18:00 | Штрлек 8 | (14–14) | Аль-Фардан 5 | Юске Банк Боксен, Гернінг Глядачів: 4,000 Судді: Рашед, Ель-Саєд Єгипет |
| 9 квітня 2016 18:00 | 6× 3×    | Report  | 2× 3×        | Юске Банк Боксен, Гернінг Глядачів: 4,000 Судді: Рашед, Ель-Саєд Єгипет |

| 9 квітня 2016 20:30 | Данія    | 25–25   | Норвегія       | Юске Банк Боксен, Гернінг Глядачів: 12,000 Судді: Штефан, Старк Румунія |
| 9 квітня 2016 20:30 | Хансен 5 | (12–13) | троє гравців 5 | Юске Банк Боксен, Гернінг Глядачів: 12,000 Судді: Штефан, Старк Румунія |
| 9 квітня 2016 20:30 | 3×       | Report  | 3× 4×          | Юске Банк Боксен, Гернінг Глядачів: 12,000 Судді: Штефан, Старк Румунія |

| 10 квітня 2016 18:00 | Хорватія | 27–21  | Норвегія | Юске Банк Боксен, Гернінг Глядачів: 4,000 Судді: Лопес, Рамірес Іспанія |
| 10 квітня 2016 18:00 | Дувняк 6 | (14–7) | Єндаль 6 | Юске Банк Боксен, Гернінг Глядачів: 4,000 Судді: Лопес, Рамірес Іспанія |
| 10 квітня 2016 18:00 | 4× 2×    | Report | 5× 3×    | Юске Банк Боксен, Гернінг Глядачів: 4,000 Судді: Лопес, Рамірес Іспанія |

| 10 квітня 2016 20:30 | Бахрейн              | 24–26   | Данія             | Юске Банк Боксен, Гернінг Глядачів: 5,500 Судді: Штефан, Старк Румунія |
| 10 квітня 2016 20:30 | Аль-Салатна, Хабіб 4 | (12–12) | Мортенсен, Сван 5 | Юске Банк Боксен, Гернінг Глядачів: 5,500 Судді: Штефан, Старк Румунія |
| 10 квітня 2016 20:30 | 6× 2×                | Report  | 3× 2×             | Юске Банк Боксен, Гернінг Глядачів: 5,500 Судді: Штефан, Старк Румунія |